# Maďarsko-německá sociálně demokratická strana
Maďarsko-německá sociálně demokratická strana (maďarsky Magyar és Német Szocialdemokrata Párt, německy Ungarisch-Deutsche Partei der Sozialdemokraten) byla politická strana na území prvorepublikového Československa, respektive Slovenska a Podkarpatské Rusi, která reprezentovala maďarskou národnostní menšinu (a část Karpatských Němců).

## Dějiny
Navazovala na sociálnědemokratickou stranu, která v Uhersku působila již počátkem 20. století. Odmítala koncept autonomie Slovenska a oceňovala sociální zákonodárství československého státu. Podporovala kulturní samosprávu maďarské menšiny. Samostatně kandidovala v parlamentních volbách v roce 1920, kdy uspěla a několik jejích politiků zaujalo křesla v Národním shromáždění. Po rozkolu v sociálnědemokratickém hnutí a vzniku Komunistické strany Československa se ale demografická základna strany rozpadla. V parlamentních volbách v roce 1925 již z hlediska nastavení volebního systému strana nemohla kandidovat samostatně a očekávat vstup do parlamentu. Na sjezdu v Nových Zámcích v listopadu 1926 přešli zbylí maďarští sociální demokraté do Československé sociálně demokratické strany dělnické, kde pak tvořili maďarskou sekci.
Za příklonem k československým sociálním demokratům stál Ignác Schulcz, který v rámci strany pak předsedal maďarské sekci. Udržoval dobré vztahy s Ivanem Dérerem.